# Jokerman
Jokerman – piosenka skomponowana przez Boba Dylana, nagrana przez niego w kwietniu 1983 r., wydana na albumie Infidels w listopadzie 1983 r. oraz jako singel.

## Historia i charakter utworu
Utwór ten został nagrany w studiu A w Power Plant w Nowym Jorku kwietnia 1983 r. Była to czwarta sesja nagraniowa tego albumu. Producentem sesji byli Mark Knopfler i Bob Dylan.
Piosenka ta przepełniona jest różnorodnymi obrazami, odwołaniami od źródeł literackich, szerokim wachlarzem różnych idei - a wszystko to jest ukazane w relacji z tajemniczą mądrością. Jest to zapewne jeden z jego najbardziej dramatycznych, zwodniczych utworów. Dokładnie nie wiadomo o kim traktuje tekst. To może być sam Dylan lub Jezus, lub też kojot z indianskiej legendy, może jakiś oszukańczy święty, czy też archetypiczny superbohater itd.  Niezależnie od tego, kto jest bohaterem, piosenka ta świadczy o odejściu Dylana od fanatycznego chrześcijańskiego fundamentalizmu w stronę bardziej ekumeniczną, chociaż forma jego ekspresji jeszcze dalej przypomina tę z jego trzech albumów biblijnego okresu.
Na płycie tej sekcję rytmiczną stanowią najwybitniejsi wówczas muzycy reggae: Sly Dunbar i Robbie Shakespeare. Stali się oni jakby muzycznym wyrażeniem fascynacji Dylana Bobem Marleyem – jego szczególnym zespoleniem w rastafarianizmie takich elementów jak judaizm, chrześcijaństwo, pogaństwo i polityka. Trzeba tu także jako kolejne źródło  wymienić bluesmanów z Piedmontu Curleya Weavera, Buddy’ego Mossa i Freda McMullena, którzy jako The Georgia Browns nagrali 19 stycznia 1933 r. „Joker Man Blues”.
Dylan śmiało nawiązuje do głównych tematów i historii judeo-chrześcijaństwa i już w pierwszej linijce tekstu łączy Stary Testament z Nowym Testamentem: „Standing on the water casting your bread”. Artysta kieruje słuchacza zarówno w stronę Jezusa jak i Księgi Koheleta (11:1). Takich przypadków jest oczywiście więcej.
Tekst ten zajmuje się także rolą artysty-szamana (czyli ostatecznie siebie): „You're a man of the mountains, you can walk on the clouds/Manipulator of crowds, you're a dream twister” („Jesteś człowiekiem z gór, możesz chodzić po chmurach/Manipulatorze tłumów, przekręcasz marzenia”). Mimo wszystko „Freedom just around the corner from you” („Wolność jest tuż za rogiem”). Oczywiście Dylan nie daje gotowych recept, raczej każdy ze słuchaczy musi sobie złożyć własne zrozumienie tekstu.
Dylan wykonywał tę piosenkę bardzo często w czasie tournée w 1984 r. Jednak ponownie powrócił do niej dopiero za 10 lat - w 1994 r. oraz w 1995 r. Później wykonywał „Jokermana” sporadycznie.

## Muzycy
- Bob Dylan – wokal, harmonijka, keyboard, gitara
- Mark Knopfler – gitara
- Mick Taylor – gitara; (wersja 6, ovedubbing 10 maja 1983)
- Alan Clark – instrumenty klawiszowe
- Robbie Shakespeare – gitara basowa
- Sly Dunbar – perkusja
- Sammy Figueroa – instrumenty perkusyjne (wersja 7, overdubbing 8 maja 1983 r.)

## Dyskografia
Singel
- „Jokerman"/"Isis” (edytowany singel; „Jokerman” skrócony do 4:05, „Isis” jest wersją koncertową z filmu Renaldo and Clara) (1984)

Albumy
- Infidels (1983)
- Dylan on Dylan (1984)
- Bob Dylan’s Greatest Hits Volume 3 (1994
- Dylan (2007)
- Beyod Here Lies Nothin' (2011)

## Wykonania piosenki przez innych artystów
- Caetano Veloso – Circulado Ao Vivo (1997)